# Oldenlandia erecta
Oldenlandia erecta là một loài thực vật có hoa trong họ Thiến thảo. Loài này được (Manilal & Sivar.) R.R.Mill mô tả khoa học đầu tiên năm 1996.